# Tecla (filha de Teófilo)
Tecla (Θέκλα) foi a Coimperatriz Bizantina de 842 até ser deposta em 856. Pertencia à Dinastia Amoriana e era a filha mais velha do imperador Teófilo e da imperatriz Teodora. Tecla foi proclamada augusta no final da década de 830, sendo elevada à coimperatriz ao lado de seu irmão Miguel III por sua mãe depois da morte de seu pai, enquanto Teodora atuava como regente para Miguel.
Miguel depôs Teodora e Tecla em 856. Tecla foi depois disso confinada a um convento em Constantinopla, mas supostamente retornou para os assuntos imperiais como amante de Basílio I, amigo e coimperador com Miguel. Este foi assinado por Basílio em 867 e Tecla foi negligenciada, virando amante de João Neatocometes. Basílio descobriu sobre o caso e ela caiu em desgraça.

## Biografia
A data de nascimento de Tecla é desconhecida, pois o cálculo desta data depende do ano do casamento de seus pais, estimando em sendo entre 820 e 821 ou em 830. Desta forma ela nasceu no início da década de 820 ou no início da década de 830. O historiador Warren Treadgold diz que Tecla nasceu em 831, já o historiador Juan Signes Codoñer fala que foi na primavera de 822. Ela é apresentada na maioria das fontes contemporâneas como a filha mais velha do imperador Teófilo e da imperatriz Teodora; entretanto, alguns historiadores como John Bagnell Bury e Ernest Walter Brooks argumentaram que sua irmã Maria era a mais velha, baseando-se que esta foi a única das filhas que sabe-se que se casou e geralmente era a mais velha que se casava primeiro. Foi nomeada em homenagem à imperatriz Tecla, mãe de Teófilo. Ela tinha quatro irmãs: Ana, Anastásia, Pulquéria e Maria, quem Teófilo muito se orgulhava. Também tinha dois irmãos: Constantino e Miguel. Constantino foi proclamado coimperador por seu pai pouco depois de nascer, mas morreu afogado em uma cisterna quando ainda era criança.

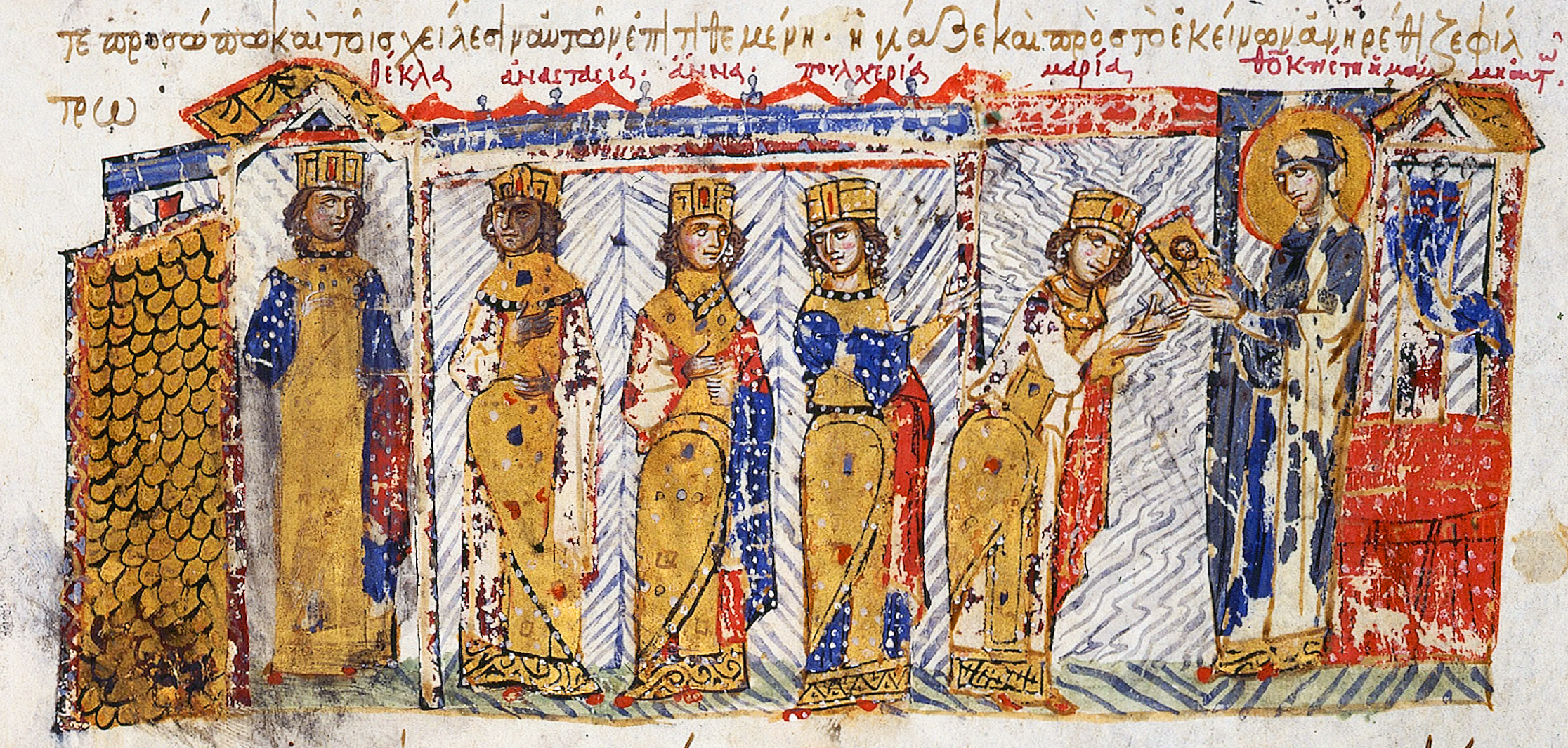
Imagem da Madrid Skylitzes das filhas de Teófilo e Teodora sendo instruídas na veneração de ícones por sua avó Teoctista. Tecla é a primeira à esquerda.

Tecla, Ana e Anastásia foram proclamadas na década de 830 como augustas, um título honorífico algumas vezes concedido para mulheres da família imperial. Este evento foi comemorado pela emissão de um conjunto incomum de moedas que representavam Teófilo, Teodora e Tecla de um lado e Ana e Anastásia do outro. Apesar de Teófilo ser um grande iconoclastia, alguém contra a veneração de ícones, Tecla foi ensinada a venerá-los por sua mãe e Eufrósine, madrasta de Teófilo. O imperador construiu um palácio para suas filhas em ta Karianou. Pouco antes de sua morte ele trabalhou para noivar Tecla com Luís, o herdeiro do Império Carolíngio, a fim de unir os dois impérios contra a ameaça que enfrentavam de repetidas invasões árabes. Tal noivado também teria sido vantajoso para Lotário I, pai de Luís, que estava enfrentando uma guerra civil contra seus irmãos. O casamento nunca ocorreu pois Lotário foi derrotado na Batalha de Fontenay em 841 e Teófilo morreu em 842.
Teófilo morreu em 20 de janeiro de 842, com Teodora tornando-se regente do irmão mais novo de Tecla, o agora imperador de três anos de idade Miguel III. Na prática, Teodora governou em direito próprio e é frequentemente reconhecida por acadêmicos modernos como uma imperatriz reinante, porém o eunuco Teoctisto mantinha muito poder. Moedas cunhadas no primeiro ano de reinado mostram Teodoroa sozinha no anverso e Miguel com Tecla no reverso. O único dos três com um título é Teodora ("A Senhora Teodora"). Tecla estava associada com o poder imperial como coimperatriz ao lado de Teodora e Miguel, com esta realidade tendo sido indicada na sua representação nas moedas, em que aparece maior que o irmão. O selo imperial do início do reinado de Teodora chama Miguel e também Tecla e Teodora de "Imperadores dos Romanos". Isto pode sugerir que Teodora também enxergava sua filha como uma futura herdeira em potencial. O numismasta Philip Grierson comentou que em documentos datados da mesma época da cunhagem das moedas provam que Tecla era "formalmente associada com Teodora e Miguel no governo do Império". Entretanto, o historiador George Ostrogorsky afirma que Tecla aparentemente não tinha interesse nos assuntos de governo. Ela adoeceu seriamente em 843 e se diz que foi curada mais tarde ao visitar o Mosteiro de Teotoco em Constantinopla, com Teodora emitindo uma bula dourada ao mosteiro por ter curado a filha.
O reinado de Teodora terminou em 15 de março de 856 quando Miguel foi proclamado o único imperador. Ela foi expulsa do palácio imperial em 857 ou 858 e confinada no Mosteiro de Gástria, em Constantinopla. Este mosteiro tinha sido convertido de uma residência por Teoctista, provavelmente durante o reinado de Teófilo. Tecla e suas irmãs foram expulsas ou colocadas no mesmo mosteiro na mesma época, ou até já tinham sido enviadas para lá algum tempo antes. Não se sabe se foram ordenadas como freiras. Em uma versão da narrativa, elas ficaram confinadas no palácio em ta Karianou até novembro de 858, possivelmente em um ambiente semimonástico. Outra versão afirma que foram imediatamente colocadas no Mosteiro de Gástria. A narrativa mais comum diz que Teodora foi confinada no mosteiro com Pulquéria, enquanto Tecla, Ana e Anastásia foram primeiro mantidas em ta Karianou e depois enviadas ao mosteiro como freiras. É possível que Teodora tenha sido solta por volta de 863. Segundo a tradição de Simeão Logóteta, um historiador bizantino do século X, Tecla também foi libertada e usada por Miguel em uma tentativa de firmar um acordo político. Ele afirmou que Miguel casou sua amante de longa-data Eudócia Ingerina com seu amigo e coimperador Basílio I por volta de 865 com o objetivo de mascarar seu relacionamento com ela. Alguns historiadores como Cyril Mango acreditam que Miguel fez isso depois de engravidar Eudócia, assim garantindo que os filhos seriam legítimos. Entretanto, a neutralidade de Simeão é debatida e outras fontes contemporâneas não falam em conspirações, fazendo com que outros historiadores como Ostrogorsky e Nicholas Adontz ignorem essa narrativa.
Segundo Simeão, Miguel ofereceu Tecla a Basílio como amante, talvez para que este não prestasse tanta atenção em Eudócia, um plano que Tecla supostamente concordou. Desta forma, Tecla, que segundo Treadgold tinha 35 aos na época, tornou-se amante de Basílio no início de 866, de acordo com a narrativa de Simeão. O historiador William Greenwalt especulou os motivos por ela ter aceitado o relacionamento: ressentimento por ter permanecido solteira por tanto tempo, a estatura física imponente de Basílio ou ganho político. Basílio assassinou Miguel em 867 e tomou o poder para si, com Simeão dizendo que Tecla foi negligenciada e acabou tomando outro amante, João Neatocometes, em algum momento após 870. João foi espancado e consignado para um mosteiro depois de Basílio ter descoberto o caso. Tecla também foi espancada e suas riquezas consideráveis foram confiscadas. Mango, que acredita nas teorias dos supostos casos extraconjugais, comentou que Basílio já teria bons motivos para desgostar de João, pois este tinha tentado avisar Miguel sobre seu iminente assassinato, mas acredita que a melhor explicação para a reação de Basílio era de que "Tecla tinha anteriormente ocupado algum lugar na sua vida" como amante. Sobre as Cerimônias, um livro bizantino do século X sobre protocolo da corte e história, afirma que Tecla foi enterrada no Mosteiro de Gástria, onde tinha ficado confinada antes, em um sarcófago junto com Teodora, Anastásia e Pulquéria.